# Trumps Green
Trumps Green – wieś w Anglii, w hrabstwie Surrey, w dystrykcie Runnymede. Leży 34 km na zachód od centrum Londynu. Miejscowość liczy 1272 mieszkańców.